# جوشگاه
جوشگاه به محل جوش خوردن زخم‌ها که در اثر تصادفات، اعمال جراحی و بیماری‌ها ایجاد می‌شوند گفته می‌شود. در میان عامه واژه ترکیبی جای زخم بیشتر رایج است و در علم پزشکی وامواژه انگلیسی اِسکار (انگلیسی: Scar) بکارگرفته می‌شود. جوشگاه در واقع اثر برجای‌مانده از التیام زخمی که بافتهای آسیب‌دیده آن به‌طور کامل بازسازی‌نشده و بافت همبند جای آن‌ها را گرفته باشد.
- تشکیل جای زخم، با بالا رفتن سن و افزایش رنگدانه در پوست بیمار، کم‌تر می‌شود.
- اگر در مرحله تکثیر، بافت اسکار فراوان تولید شود به آن کلوئید گفته می‌شود.
- با توجه به اهمیت زیبایی و جلوگیری از نقص عضو امروزه می‌کوشند تا حد ممکن بافت جوشگاه کمتری ایجاد شود (مثلاً انجام جراحی با لاپاراسکوپ، تکنیک‌های بهتر بخیه، زدن گرافت پوستی در سوختگیها).[۶][۷]

## انواع
- اسکار سوختگی
- اسکار ناشی از زخم و بخیه
- اسکار ناشی از جوش

## روش‌های جدید درمان اسکار
با روشهایی مانند درم ابریژن، با کمک لیزر یا امواج رادیوفریکوئنسی (RF)، برخی  پمادهای موضعی مانند فیبرینولیز، تزریق استروئید و … تلاش می‌شود اسکار ایجاد شده برطرف شود.
برخی از انواع امواج لیزری تأثیر بسزایی در درمان انواع مختلف اسکار خصوصاً اسکار سوختگی دارد.
مکانیزم عمل این لیزرها در ایجاد شوک گرمایی ناگهانی در عمق پوست (درم) و تحریک آن به کلاژن‌سازی می‌باشد که این کلاژن‌سازی طبق آخرین تحقیقات تا ۹ ماه پس از درمان با دستگاه نیز ادامه میابد.